# 三甲花翠素
三甲花翠素（报春色素）是一种O-甲基化花青素。 它存在于長春花中，它是花瓣中的主要化合物，也可以在癒傷組織培养物中找到。 它的3-O-(6-O-p-香豆酰基)糖苷也存在于长春花中。